# Astra 600
A Astra 600 era uma pistola semiautomática espanhola que foi usada durante a Segunda Guerra Mundial pela Wehrmacht. Projetada pela Unceta y Cia, era uma versão encurtada da Astra 400 fabricada para disparar a 9×19mm Parabellum, que era a munição de pistola padrão para a Alemanha na época. A Astra 600 foi designada como Pistole Astra 600/43 quando usada pelos militares alemães durante a Segunda Guerra Mundial. Aproximadamente 59.400 Astra 600 foram fabricadas antes da produção cessar.

## História
Em 1943, o governo alemão solicitou que a Unceta y Cia redesenhasse a Astra 400 para disparar o cartucho 9×19mm Parabellum. No final de 1943, cinquenta exemplares da recém-projetada Astra 600 foram enviadas para a Alemanha e aprovadas para distribuição às forças armadas alemãs, recebendo a designação Pistole Astra 600/43. Aproximadamente 50.000 foram encomendadas pela Alemanha, com a primeira entrega de 2.950 pistolas ocorrendo em 16 de maio de 1944. Um segundo carregamento de 5.000 pistolas chegou à Alemanha em 23 de junho, e um carregamento final de 2.500 pistolas foi enviado para a Alemanha em 16 de julho de 1944. Fornecimento para a Alemanha parou quando a ocupação alemã da fronteira entre Espanha e França cessou e as linhas de abastecimento foram cortadas. As Astra 600 que não puderam ser entregues ao governo alemão durante a Segunda Guerra Mundial foram então armazenadas pelo governo espanhol. Pequenas quantidades de pistolas foram vendidas para a Turquia, Portugal, Chile e Costa Rica até 1951, quando as Astra 600 restantes foram vendidas para a Alemanha Ocidental. Essas pistolas foram amplamente utilizadas pelas forças policiais da Alemanha Ocidental até o final da década de 1960, quando a Interarms comprou as pistolas restantes para exportação para o mercado civil dos Estados Unidos.

## Projeto
Modelada a partir da Astra 400, a Astra 600 tinha um projeto e mecanismo interno semelhantes aos da sua antecessora. A Modelo 600 tinha um cão interno e disparava com culatra destravada e mecanismo de blowback. Ela tinha uma mola de recuo excepcionalmente forte que causava um forte acionamento do gatilho. A mola forte pode dificultar a retração da corrediça (slide) por pessoas com mãos fracas, dificultando a desmontagem e a limpeza. Cerca de quinze pistolas foram fabricadas para disparar .32 ACP.

## Marcações
As Astra 600 que foram vendidas aos militares alemães durante a Segunda Guerra Mundial são comumente chamadas de Astra 600 de "primeiro contrato". Elas podem ser identificadas por uma estampa da Waffenamt no punho traseiro direito. As pistolas coloquialmente conhecidas de "segundo contrato" foram o lote vendido para a Alemanha Ocidental e podem ser identificadas por terem um número de série 31.350 e superior. As pistolas vendidas à Marinha Portuguesa eram marcadas com a abreviatura "MRP" na parte superior esquerda da corrediça (slide).

## Operadores
- Chile[9]
- Costa Rica[9]
- Egito[9]
- Alemanha Nazista
- Alemanha Ocidental[7]
  - Bundesgrenzschutz adotou a Astra 600/43 em 1951[9]
  - Bundeswehr adotou a Astra 600/43 em 1956[9]
- Jordânia[9]
- Filipinas[9]
- Portugal
- Tailândia[9]
- Turquia